# Чугучакский протокол

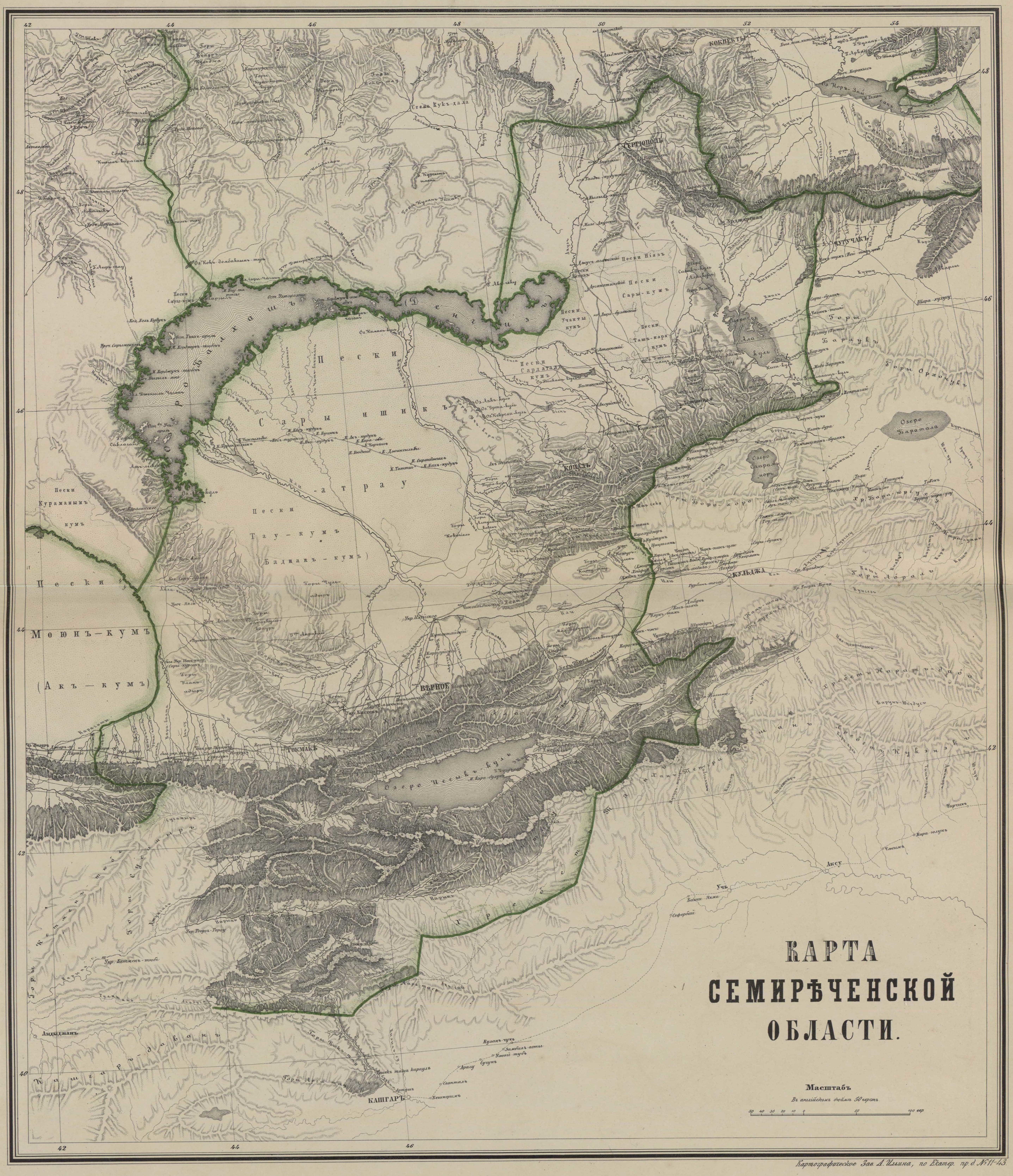
Ильин А. А. Карта Семиреченской области и русско-китайской границы в 1871 году.

Чугучакский протокол (в зарубежной литературе также Тарбатагайский протокол или Тарбатагайский договор) — договор между Россией и Китаем. Установил границы между двумя государствами в Центральной Азии. Был подписан 25 сентября (7 октября) 1864 года в китайском городе Чугучак. Является приложением к Пекинскому трактату 1860 года. И самое главное достижение этого договора — отказ Китайской империи от притязаний, в пользу Российской империи.
Церемония подписания протокола и обмена его экземплярами на русском и маньчжурском языках, а также соответствующими картами, завершила процесс делимитации русско-китайской границы на её протяжении от Монголии до границ с Кокандским ханством.
По Чугучакскому протоколу русско-китайская граница подразделялась на три части: от Шабин-дабага она шла до озера Зайсан и затем до пикета Маниту-Гатулхан; от этого пикета через Тарбагатай и далее по линии китайских пикетов до гор Алтан-Тэбши; от Алтан-Тэбши по хребту Джунгарского Алатау и далее за линию китайских пикетов к Тянь-Шаню и по нему — к Памиру.
Подписание Чугучакского протокола предполагало скорый процесс демаркации зафиксированной в обоих документах (Пекинском договоре и Чугучакском протоколе) пограничной линии, однако разграничение на местности было начато только в 1869—1870 годах после подписания специальных протоколов.